# Лекумберрі
Лекумберрі (баск. Lekunberri (офіційна назва), ісп. Lecumberri) — муніципалітет в Іспанії, у складі автономної спільноти Наварра. Населення — 1386 осіб (2009).
Муніципалітет розташований на відстані близько 320 км на північний схід від Мадрида, 28 км на північний захід від Памплони.

## Демографія
Динаміка населення (INE ):

## Галерея зображень

Розташування муніципалітету